# Olenecamptus beardsleyi
Olenecamptus beardsleyi es una especie de escarabajo longicornio del género Olenecamptus, categorizada en la tribu Dorcaschematini, de la subfamilia Lamiinae. Fue descrita por Gressitt en 1956.

## Descripción
Mide 11-14 mm de longitud.

## Distribución
Se distribuye por Micronesia.